# Ligier JS25
A Ligier JS25 egy Formula–1-es versenyautó, amellyel a Ligier csapat versenyzett az 1985-ös Formula–1 világbajnokságban. Pilótái Andrea de Cesaris és Jacques Laffite voltak, majd a szezon közepétől az előbbit váltó Philippe Streiff.

## Áttekintés
Akárcsak elődjét, ezt is a Renault turbómotorjai hajtották, a gumiszállító terén viszont volt változás: a Michelin kivonult a sportágból, ezért a Ligier is Pirellikre váltott. Az autó versenyképes volt, Laffite három dobogót is szerzett vele, és egy időben matematikai esélye volt a világbajnoki cím megszerzésére. A szezonzáró ausztrál nagydíjon kettős dobogót értek el, amely majdnem meghiúsult, miután a két pilóta az utolsó előtti körben összeütközött.
Andrea de Cesaris már eddigre is hírhedtté vált, mint gyors, de veszélyesen sok balesetet okozó pilóta. Az osztrák nagydíj 14. körében aztán kicsúszott, majd a több szaltót is leíró autót totálkárosra törte. A csapat nem látta az esetet a tévéképernyőkön keresztül, nekik de Cesaris azt mondta, hogy az autó lefulladt és nem tudta elindítani - aztán őszintén megdöbbentek, amikor meglátták a kameraképen, hogy mi is történt. Guy Ligier csapatfőnöknek ekkor elege lett belőle, és mondván, hogy nem tudja tovább finanszírozni a foglalkoztatását, kirúgta őt. Pikánssá tette a helyzetet, hogy de Cesaris a Marlboro pártfogoltja volt, tehát nem ő kapta a fizetést, hanem ő fizetett be, hogy versenyezhessen. A holland nagydíjtól Streiff váltotta őt.
Streiff azonban csak néhány futamot tölthetett a csapatnál, mert az ausztrál nagydíj utolsó köreiben eljátszotta az esélyét annak, hogy új szerződést kaphasson. Összeütközött csapattársával, és majdnem lenullázott egy kettős dobogót - még három keréken be tudott evickélni a harmadik helyen, de 1986-ra már nem kértek a szolgálataiból.
A dél-afrikai nagydíjat, a francia kormány nyomására, kihagyta a Ligier is, az országban uralkodó apartheid-rendszer miatt.
A Ligier az idényt konstruktőri hatodikként zárta.

## Eredmények
(félkövérrel jelölve a pole pozíció; dőlt betűvel a leggyorsabb kör)
| Év   | Csapat                | Motor                | Gumik | Pilóták           | 1   | 2   | 3   | 4   | 5   | 6   | 7   | 8   | 9   | 10  | 11  | 12  | 13  | 14  | 15  | 16  | Pontok | Helyezés |
| ---- | --------------------- | -------------------- | ----- | ----------------- | --- | --- | --- | --- | --- | --- | --- | --- | --- | --- | --- | --- | --- | --- | --- | --- | ------ | -------- |
| 1985 | Équipe Ligier Gitanes | Renault Gordini EF4B | P     |                   | BRA | POR | SMR | MON | CAN | DET | FRA | GBR | GER | AUT | NED | ITA | BEL | EUR | RSA | AUS | 23     | 6.       |
| 1985 | Équipe Ligier Gitanes | Renault Gordini EF4B | P     | Andrea de Cesaris | KI  | KI  | KI  | 4   | 14  | 10  | KI  | KI  | KI  | KI  | KI  |     |     |     |     |     | 23     | 6.       |
| 1985 | Équipe Ligier Gitanes | Renault Gordini EF4B | P     | Philippe Streiff  |     |     |     |     |     |     |     |     |     |     |     | 10  | 9   | 8   |     | 3   | 23     | 6.       |
| 1985 | Équipe Ligier Gitanes | Renault Gordini EF4B | P     | Jacques Laffite   | 6   | KI  | KI  | 6   | 8   | 12  | KI  | 3   | 3   | KI  | KI  | KI  | 11  | KI  |     | 2   | 23     | 6.       |

## Forráshivatkozások
1. ↑  J B (2011. február 28.). „Andrea De Cesaris crash-1985 Austrian GP”. (Hozzáférés: 2025. május 26.)